# Лямница
Ля́мница — деревня в составе Вишовского сельсовета Белыничского района Могилёвской области Белоруссии.

## Географическое положение
Ближайшие населённые пункты: Пряльня, Мостище, Рафолово, Павлинка.

## История
В 1670 году упоминается как деревня Лемница в Княжицкой волости в Оршанском повете ВКЛ.

## Достопримечательность
- Городище (VI в. до н. э. - V в. н. э.). Историко-культурная ценность расположена на юго-западной окраине деревни, на левом берегу реки Лимниченка